# Стрелец (област Стара Загора)
Вижте пояснителната страница за други населени места с името Стрелец.
 Тази статия е за селото в Област Стара Загора.  За другото българско село с това име вижте Стрелец (Област Велико Търново).  За други значения вижте Стрелец.
Стрелец е село в Южна България. То се намира в община Стара Загора, област Стара Загора.

## География
Селото се намира в равнинна местност, близо до Стара Загора. През него минават две малки реки с местно значение.

## Религии
Религията, която се изповядва от всички жители, е православие.

## История
Прогресивните учители Господин Желев, Тодорка Станева (сестра на Лазар Станев), Васил Василев и Манол Денев, на когото за участие в Септемврийското въстание през 1923 г. е отнето завинаги правото да учителства, чрез своята дейност много са допринесли за сплотяването на хората.
През април 1924 г. група ентусиасти се обединяват срещу лихварите (нямало е стопанин от селото, който да не е бил заробен икономически от лихвари предимно от Стара Загора и Раднево) и учредяват кредитна кооперация. Не след дълго към тях се присъединява цялото село. С всеки изминал ден кооперацията укрепва, доказва предимствата на колективизма и печели вярата на хората.
Новата власт заварва земята в селото силно раздробена и обработвана с дървено рало. Прогресивните хора са виждали спасение в обединяването на земята и в нейното механизирано обработване. За основаване на трудово-кооперативно земеделско стопанство (ТКЗС) са започнали да агитират членовете на кредитната кооперация Манол Денев, Иван Диков Йовчев, Стоян Николов Проданов и други.
Скоро назрява моментът на основаване на ТКЗС. На 11.02.1945 се свиква извънредно събрание на кредитната кооперация, на което се взема решение да се основе ТКЗС като отдел от кредитната кооперация. Минава половин година в разяснителна работа сред кооператорите. Инициативният комитет свиква на 5.08.1945 г. учредително събрание, на което присъстват 70 стопани от селото. То е председателствано от най-стария член на кооперацията от присъстващите Грозьо Господинов Грозев. За значението на ТКЗС говори Иван Диков, касиер-счетоводител на кредитната кооперация. От присъстващите само 53 доброволно дават съгласието и подписа си за учредяването на ТКЗС. На събранието приемат устава и избират ръководството на ТКЗС. За председател единодушно е избран Стоян Николов Проданов, за членове на Стопанския съвет: Тоньо Велчев, Грозьо Петров, Велко Диков и Еньо Господинов Грозев. За Контролен съвет: Петър Христов Иванов (председател), Йовчо Диков и Димитър Желев. Членовете на новоучреденото ТКЗС внасят 1832 декара земя, 42 вола, 45 крави, 46 волски коли, 2 редосеялки, 1 волска жътварка и една грапа (зъбчато сечиво за разбиване на буци пръст и заглаждане).
Липсва база, липсва опит на учредителите, но те имат голямото желание, амбиция и вяра в бъдещето. Затова преодоляват неимоверните трудности и доказват предимството на работата в екип. И затова към тях на следващата година се присъединяват още 70 стопани.
През първите години добивите са ниски: от пшеница са получени 153 кг, овес – 73 кг, ечемик – 136 кг, царевица – 99 кг, слънчоглед – 79 кг. Ниска е производителността и от животновъдството – по 53 кг. мляко и 2 кг. вълна от овца.
С всяка изминала година стопанството се стабилизира, тъй като навлиза нова и модерна техника, която облекчава труда на хората. Земята се обработва по-добре, внедряват се нови, по-продуктивни сортове, увеличават се добивите, за да могат сега селските стопани от Стрелец да се гордеят с рекордните си добиви от пшеницата – 610 кг, ечемик – 758 кг, царевица – 1100 кг. Да получават по 85 литра мляко и по 4 кг. вълна от овца.
Но те виждат бъдещето в окрупняването на земята, за да може да се използва новата модерна техника, затова през 1959 г. кооператорите от селото решават да се обединят с кооператорите от селата Бъдеще, Петрово и Памукчии.
Замогват се кооператорите – селото се благоустроява. Извършена е елекрификация и водоснабдяване, телефонизация на селото. Израстват нови и уютни къщи. Асфалтират се и се базалтират улиците.
- Кметове
  - Тоньо Велчев Иванов (1944 – 1947, 1956 – 1959)
  - Петър Грозев Петров (1947 – 1949)
  - Господин Колев Петров (1949 – 1953)
  - Иван Филипов Милев (1953 – 1956)
  - Марин Николов Кирев (1959 – 1981)
  - Иван Йовчев Тенев (1981 – 1985)
  - Диньо Желязков Динев (1985 – 1990)
  - Митка Йовчева Папачева (1990)
  - Митьо Тенев Проданов (1991 – 1995)
  - Кольо Петров Гайдаров (1995 – 1999, 1999 – 2003, 2003 – 2007,)

## Културни и природни забележителности
В село Стрелец има библиотека към Народно читалище „Христо Ботев“.
На площада на селото има поставена паметна плоча на всички загинали във войните, които са родом от с. Стрелец. В Стрелец има създадено училище, което след 1990 г. е затворено.
На територията на село Стрелец се намира и модерен ветеринарен кабинет, отговарящ на всички съвременни изисквания за лечение и диагностика при животните.

## Редовни събития
В миналото редовно са се поставяли пиеси в читалището, в които са участвали единствено жителите на селото. И днес още се помнят незабравимите превъплъщения на Марийка Енева, която през 1996 г. беше наградена с приз за принос към развитието на културата на с. Стрелец.